# سينوتي

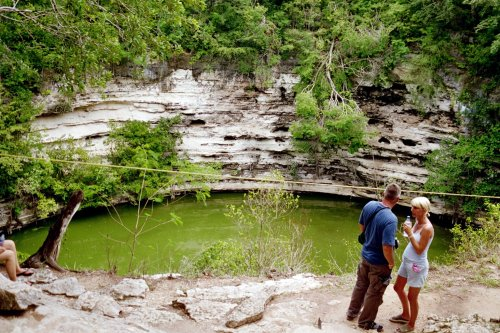
سينوتي في تشيتشن إيتزا

سينوتي (بالإنجليزية: Cenote)‏ وهو مجرى يحتوي على مياه جوفية تجد مثالاً نموذجياً منه في شبه جزيرة يوكاتان وبعض الجزر الكاريبية القريبة والتعبير مشتق من كلمة تُستَعمَل من قِبَل شعب المايا في المناطق المنخفضة للإشارة إلى أي موقع يكون فيه الوصول للمياه الجوفية ممكناً.

## التعريف والوصف
هي ارتباطات سطحية بأجسام مائية تحت أرضية بينما تعرف أكبر السينوتات بأنها بركات ماء كبيرة مفتوحة تستوعب عشرات الأمتار في قطرها مثل السينوتات الموجودة في تشي تشين إتزا وأكبر عدد للسينوتات هو محمي في مواقع طبيعية وليس بالضرورة أن يحتوي على سطح مائي مكشوف.
الماء في السينوتي يكون غالباً نقي جداً ويكون قادماً أو ناتجاً من ماء الأمطار الذي يترشح ببطء من خلال مسامات الأرض.
نسبة تدفق المياه الجوفية ضمن السينوتي قد تكون بطيئة جداً من حيث السرعة فتتراوح بين 1 إلى 1000 متر في السنة الواحدة.
في العديد من الحالات تكون السينوتات هي مساحات نتجت من تحطم أجزاء من سقف كهف كاشفاً عن نظام كهفي تحتي ونسبة تدفق الماء هنا قد يكون أسرع بكثير ويصل إلى 10000 متر في اليوم الواحد.

## السينوتات وغوص الكهوف
السينوتات حول العالم تجتذب غواصي الكهوف الذين سجلوا ووثقوا أنظمة الفيضانات الهائلة للكهوف ومنهم من تعمق في اكتشافاته ليصل إلى أطوال 1000 كيلومتر أو أكثر.
وهناك جهود منظمة لاستكشاف وتخطيط الأنظمة تحت الماء ويبقى مسح كوينتانا لدراسة المغاور هو الذي يحتفظ بقوائم الأطول والأعمق الأكثر امتلائاً بالماء بين السينوتات وأيضا قوائم بالكهوف الجافة ضمن حدود ولاية كوينتانا رو.

## وصلات خارجية
- Sistema Zacatón